# William Serle

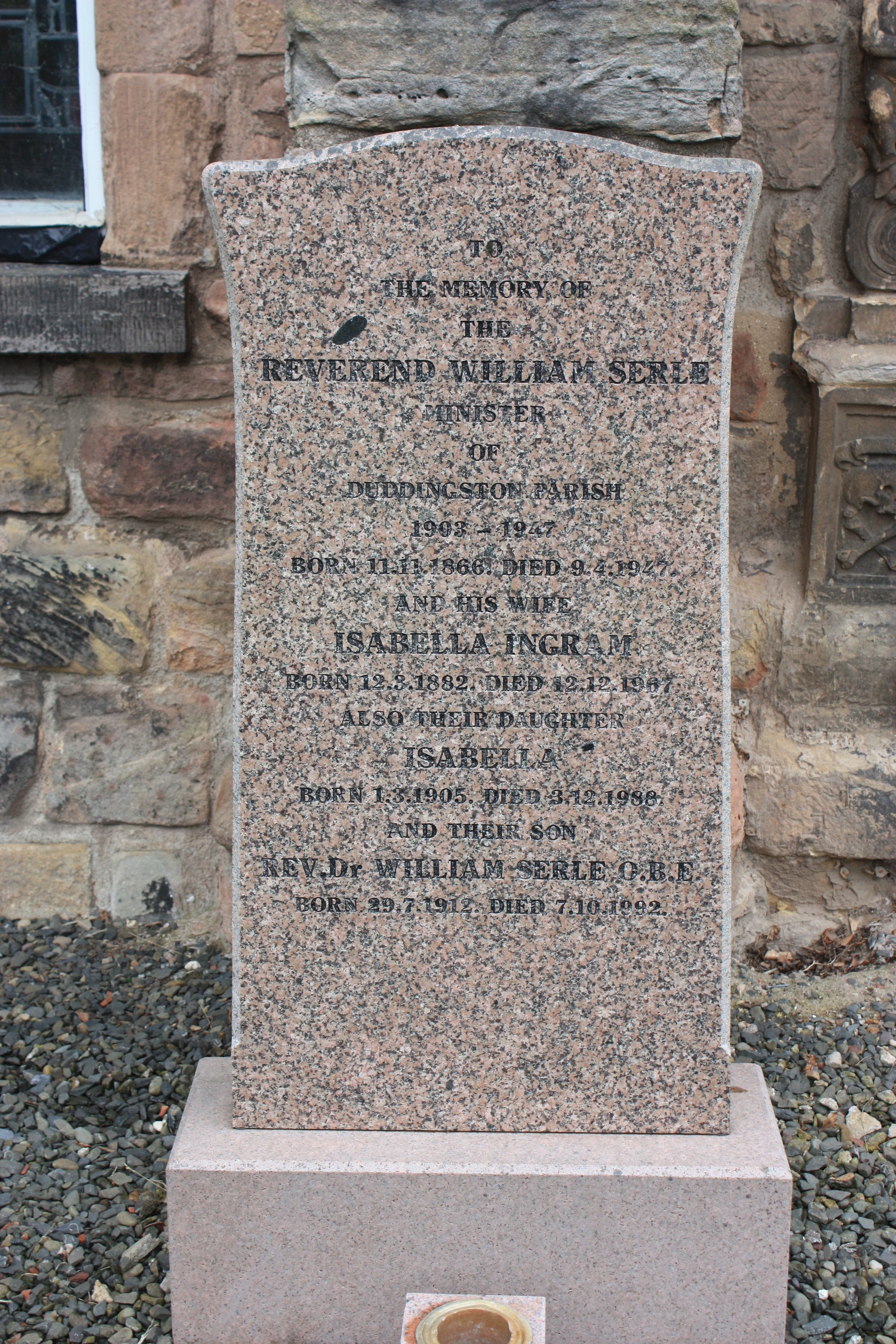
Grabstein der Familie Serle auf dem Duddingston Kirkyard

William Serle OBE (* 29. Juli 1912 in Edinburgh; † 7. Oktober 1992 in Ratho) war ein schottischer Ornithologe, Arzt sowie presbyterianischer Pfarrer der Church of Scotland.

## Leben
Serle war der Sohn von Reverend William Serle (1866–1947), Pfarrer der Duddingston Kirk, und seiner Frau Isabella Ingram. Von 1918 bis 1930 absolvierte er das George Watson’s Boys’ College. Anschließend begann er ein Medizinstudium an der University of Edinburgh, das er 1935 abschloss. Er nahm eine Stelle als Arzt im Colonial Service an und segelte 1937 nach Nigeria. In den folgenden 20 Jahren lebte er in Nigeria und Kamerun. Während des Zweiten Weltkriegs trat Serle dem West African Field Ambulance Corps bei und leistete aktiven Dienst in Indien und Burma. Für seinen tapferen Einsatz wurde er zweimal ausgezeichnet und zum Officer of the Order of the British Empire (OBE) ernannt.
Im Jahr 1956 heiratete Serle Sheila Lawrie. Sie bekamen fünf Töchter und einen Sohn. Im Oktober 1957 kehrte er an die University of Edinburgh zurück, um sich zum Pfarrer ausbilden zu lassen. Er wurde 1959 ordiniert und zum Pfarrer der Drumoak Church in der Nähe von Aberdeen ernannt, wo er 28 Jahre lang tätig war. Mitte der 1980er Jahre verschlechterte sich sein Gesundheitszustand, sodass er Drumoak verließ und sich in Ratho bei Edinburgh zur Ruhe setzte, wo er am 7. Oktober 1992 starb. Er ist zusammen mit seinen Eltern auf dem Duddingston Kirkyard begraben. Das Grab liegt unmittelbar südlich der Kirche.
Serle interessierte sich wie sein Vater für Vögel und war Mitglied der British Ornithologists’ Union. Seine erste ornithologische Notiz erschien in der Zeitschrift Scottish Naturalist, als er 18 Jahre alt war. Im Laufe seines Lebens veröffentlichte er insgesamt 65 wissenschaftliche Artikel oder Bücher zur Ornithologie, von denen sich etwa sechzig mit afrikanischen Vögeln befassten. Sein bekanntestes Werk ist der 1977 erschienene The Collins Field Guide to the Birds of West Africa, den er gemeinsam mit G. J. Morel verfasste und der von Wolfgang Hartwig illustriert wurde. Neben seiner schriftstellerischen Tätigkeit war Serle auch ein sehr aktiver Sammler. Er trug eine Sammlung von etwa 10.000 Vogelbälgen sowie zahlreiche Eier und Nester zusammen. Seine Sammlung von Tausenden von Eiern und Nestern befindet sich heute im National Museum of Scotland (das auch die Sammlung seines Vaters besitzt), zusammen mit ausführlichen Notizen dazu. Die meisten seiner Bälge befinden sich im Natural History Museum at Tring und 500 befinden sich im National Museum of Scotland. Serle benannte zwei Arten, den Kamerundrosselhäherling (Turdoides gilberti) und den Halsbandwürger (Telophorus kupeensis).

## Dedikationsnamen
James Paul Chapin benannte 1949 ihm zu Ehren die Unterart Phyllastrephus xavieri serlei des Xavierbülbüls. Antoon De Roo beschrieb 1970 die Unterart Apus barbatus serlei des Kapseglers und Charles M. N. White 1960 die Unterart Mirafra rufocinnamomea serlei der Baumklapperlerche.